# Исаев, Метри
Метри Исаев (чув. Исаев Мӗтри, настоящие имя, отчество и фамилия Дмитрий Владимирович Исаев) (6 июня 1905, с. Кавал Цивильского уезда Казанской губернии (ныне Ковали Урмарского района Чувашии) — 18 апреля 1930, Самара) — чувашский писатель и критик.

## Биография
Дмитрий Исаев родился в крестьянской семье 6 июня 1905 года в д. Ковали Урмарского района, чуваш. Закончил Ковалинскую основную школу. Обучался в Коммунистическом университете трудящихся Востока им. Свердлова в Москве. Возглавлял Чебоксарский горком ВЛКСМ.
Работал в редакциях газет «Канаш» (Совет) и «Ҫамрӑк хресчен» («Молодой коммунист»), журнала «Сунтал» (ныне «Ялав»). В 1929—1930 годах трудился в редакции газеты «Колхозник» в Самаре.
Один из основателей литературного альманаха чувашских советских писателей Средней Волги «Пӑр тапранчӗ» (Лёд тронулся), позднее название — «Вӑтам Атӑл» (Средняя Волга). Умер 18 апреля 1930 года в Самаре.

## Семья
Жена — Исаева (Григорьева) Анна Григорьевна родилась 22.01.1906 в д. Тойгильдино, Моргаушский р-н, чувашка. Окончила мед.училище в 1929 г. в Куйбышеве. Работала медсестрой. После смерти мужа повторно вышла замуж за Ольгашева Н. От второго брака имела двух дочерей: Авдеева (Ольгашева) Фаина Николаевна (02.08.1934 г.р.) и Черкасова (Ольгашева) Зоя Николаевна (14.08.1937 —13.03.2013). Анна Григорьевна умерла 09.12.1984 г. в г. Ломоносов Ленинградской обл. (ныне Санкт-Петербург, г. Ломоносов).
Сын — Исаев Алендей Дмитриевич (03.09.1926 — 18.08.1992). В 1944—1945 годах принимал участие в боевых действиях в составе Красной Армии на территории Польши и Германии. Окончил Казанский фин.-эконом. институт в 1960 г. В дальнейшем жил в г. Чебоксары. С января 1970 г. по август 1987 г. — преподаватель Чебоксарского экономико-технологического техникума.

## Литературное творчество
Литературное творчество Метри Исаева началось в 1925 году. Тогда в журнале «Сунтал» (Наковальня) было напечатано его первое лирическое стихотворение «Юратрӑм» (Полюбил). Затем последовали рассказы, повести, очерки: «Рабфак хӗрӗ» (Рабфаковка), «Отряд», «Ҫулӑмри ял» (Деревня в пламени), «Хура тинӗс хумӗ» (Волна Чёрного моря), «Лисук-чӑптаҫӑ» (Рогожница Лизук), «Люпук ҫырӑвӗсем» (Письма Любук), «Вӑраннисем» (Проснувшиеся) и др.
Автор книг:
- Пролетарии литературишӗн / За пролетарскую литературу (1930),
- Хӗрлӗ хунавсем / Красная поросль,
- Ҫӗнелнӗ йӑх / Новое поколение (1930),
- Пирӗн ӑру / Наше поколение (напечатан в 1947, 1981),
- Сборник рассказов и др.

Д. Исаев — автор ряда литературно-критических статей, в том числе:
- «Молодые писатели и комсомол»,
- «О поэтах и поэзии»,
- «О национальной культуре»,
- «Учитесь у русских классиков»,
- «Литературное творчество народов СССР» и др.